# The Uplift Mofo Party Plan
The Uplift Mofo Party Plan är det tredje albumet av Red Hot Chili Peppers, producerat av Michael Beinhorn och släppt 1987 genom EMI.
Detta album är det första och sista studioalbumet med originaluppsättningen av bandet från 1983. Det vill säga Anthony Kiedis, Flea, Hillel Slovak och Jack Irons. Hillel dog senare av en heroinöverdos, något som resulterade i att Jack Irons lämnade bandet. Det var det första albumet som kom med på Billboards Top 200-lista. Albumet hamnade som bäst på en 147:e plats.
Den första låten och singeln "Fight Like a Brave" fanns med i tv-spelet Tony Hawk’s Pro Skater 3. Fight Like a Brave är även en av de många sånger där Anthony sjunger om sitt arv från Amerikas ursprungsbefolkning. 

## Medverkande
- Anthony Kiedis - Sång
- Michael "Flea" Balzary - Bas
- Hillel Slovak - Gitarr (sitar på "Behind The Sun")
- Jack Irons - Trummor
- Michael Beinhorn - Bakgrundssång och producent
- Angelo Moore - Bakgrundssång
- John Norwood Fisher - Bakgrundssång
- David Kenoly - Bakgrundssång
- Annie Newman - Bakgrundssång
- Judy Clapp - Ingenjör

## Låtlista
| Nr  | Titel                          | Längd | Notering                                                       |
| --- | ------------------------------ | ----- | -------------------------------------------------------------- |
| 1.  | Fight Like a Brave             | 3:53  | singel                                                         |
| 2.  | Funky Crime                    | 3:00  |                                                                |
| 3.  | Me And My Friends              | 3:09  | singel                                                         |
| 4.  | Backwoods                      | 3:08  |                                                                |
| 5.  | Skinny Sweaty Man              | 1:16  |                                                                |
| 6.  | Behind The Sun                 | 4:40  | singel                                                         |
| 7.  | Subterranean Homesick Blues    | 2:34  | Cover av Bob Dylans låt.                                       |
| 8.  | Party On Your Pussy            | 3:16  | På tidigare versioner av albumet: "Special Secret Song Inside" |
| 9.  | No Chump Love Sucker           | 2:42  |                                                                |
| 10. | Walkin' On Down The Road       | 3:49  |                                                                |
| 11. | Love Trilogy                   | 2:42  |                                                                |
| 12. | The Organic Anti-Beat Box Band | 4:10  |                                                                |

2003 års version med bonuslåtar
| Nr | Titel             | Längd | Notering           |
| -- | ----------------- | ----- | ------------------ |
| 1. | Behind The Sun    | 2:55  | instrumentalt demo |
| 2. | Me And My Friends | 1:56  | instrumentalt demo |

Artikeln är, helt eller delvis, en översättning av motsvarande arikel på en:wikipedia.